# Lescuraea saviana
Lescuraea saviana là một loài Rêu trong họ Leskeaceae. Loài này được (De Not.) E. Lawton mô tả khoa học đầu tiên năm 1957.